# Nightmare 6 - La fine
Nightmare 6 - La fine (Freddy's Dead: The Final Nightmare) è un film del 1991 diretto da Rachel Talalay.
La pellicola è il sequel di Nightmare 5 - Il mito (1989) e il sesto film del franchise di Nightmare, è interpretato da Robert Englund, Lisa Zane, Shon Greenblatt e Yaphet Kotto. La parte finale del film è stata girata in 3-D. 

## Trama
1999, Ohio. Dieci anni dopo i fatti precedenti, John Doe, l'unico adolescente che è sopravvissuto alla strage di Freddy Krueger a Springwood (Ohio) e che, nonostante soffra di amnesia, è convinto di essere il figlio di Freddy, viene ritrovato a vagare per le strade e portato in un riformatorio lì vicino dove la psicologa Maggie Burroughs, scoperto di esser perseguitata dagli stessi incubi ricorrenti del ragazzo, decide di riportarlo a Springwood per aiutarlo a ricordare. 
Arrivati a Springwood, Maggie scopre che tre suoi giovani pazienti l'esperto di armi Spencer, Carlos - sordo a un orecchio a causa degli abusati dalla madre - e Tracy - abusata sessualmente dal padre - si sono nascosti nel furgone per fuggire dal riformatorio così li rispedisce indietro col furgone. Tracy, alla guida, cerca di tornare al riformatorio insieme a Spencer e Carlos, ma lasciare Springwood si rivela un'impresa impossibile così, essendo ormai calata la notte, i tre si rifugiano in una casa abbandonata per riposare ma qui Freddy uccide Carlos - gli fa esplodere la testa amplificato il volume del suo apparecchio acustico e poi rigando una lavagna col suo guanto artigliato - e Spencer - lo fa precipitare nel pavimento della casa manovrandolo con una console come se fosse il personaggio di un videogioco - ma si fa sfuggire Tracy che viene svegliata da Maggie. 
John, convinto di non poter essere ucciso da Freddy, lo affronta in sogno ma Krueger, negato di essere suo padre, gli rivela di averlo solo usato per uscire da Springwood per trovare sua figlia e poi lo uccide facendolo precipitare su un materasso di chiodi ma John, prima di morire, riesce a informare Maggie che la progenie di Freddy non è un maschio. È così che Maggie, insospettita, trova dei vecchi documenti a casa della madre e scopre di essere lei la figlia scomparsa di Freddy Krueger, ovvero Katherine Krueger, adottata dai Burroughs quando era una bambina dopo che il padre fu arrestato e assassinato. 
Con l'aiuto di Doc, psicologo specializzato in studi onirici e in grado di esercitare un controllo sui propri sogni, nonché l'unico al riformatorio a ricordarsi dell'esistenza dei tre ragazzi morti, Maggie capisce che l'unico modo di uccidere Freddy è quello di trascinarlo fuori dal sogno e ucciderlo nel mondo reale. Addormentatasi sotto il controllo di Doc e indossando degli occhiali in 3D, Maggie compie un viaggio nella mente e nei ricordi di Freddy, scoprendo la verità sul suo passato e sulla sua infanzia: Freddy subì abusi da parte del padre e bullismo da parte dei compagni di scuola che lo condussero prima ad atti di autolesionismo e, in seguito, a uccidere dei bambini e la moglie (aveva scoperto le sue tendenze omicide) e quando, infine, finì all'inferno, a Freddy fu dato il potere di diventare immortale per mano di alcuni demoni.
Portatolo con la forza fuori dal mondo onirico, Maggie affronta infine Freddy usando diverse armi confiscate ai pazienti e gli taglia la mano con il guanto artigliato che poi gli affonda nel ventre e, infine, lo fa esplodere con un candelotto di dinamite; è così che i tre demoni, incapaci di riportarlo in vita, se ne vanno, con Maggie, Tracy e Doc che festeggiano la morte del serial killer.

## Personaggi
- Freddy Krueger, assassino di bambini e adolescenti che agisce nel mondo dei sogni delle sue vittime, uccidendole realmente.
- Maggie Burroughs / Katherine Krueger, giovane psichiatra in un riformatorio, è tormentata da un sogno ricorrente che si rivelerà essere rivelatore sul suo passato. Alla fine scoprirà di essere stata adottata in tenera età e di essere veramente la figlia del serial killer Freddy.
- John Doe, unico adolescente sopravvissuto di Springwood, riesce a lasciare la città in preda ad una profonda amnesia. Si convincerà di essere il figlio di Freddy, ma si sbaglia.
- Tracey, è una ragazza del riformatorio, in passato vittima di abusi sessuali da parte del padre.
- Doc, collega di Maggie al riformatorio, è uno psicoanalista specializzato nello studio dei sogni.
- Carlos, è un ragazzo sordo ospite del riformatorio, amico di Tracey e Spencer.
- Spencer, è un ragazzo del riformatorio con la mania delle armi e con un rapporto conflittuale con il padre.

## Produzione

### Pre-produzione
Dopo lo scarso successo commerciale ottenuto in patria da Nightmare 5 - Il mito la New Line Cinema intuì che il pubblico ne aveva abbastanza di Freddy. «Ci siamo resi conto dei limiti del genere. Freddy non è James Bond» disse Michael De Luca, uno dei responsabili della produzione della New Line Cinema. Per la società, l'unico modo per rinnovare la serie era quello di garantire a tutti che il nuovo film sarebbe stato inequivocabilmente l'ultimo. «Freddy è già stato ucciso in passato ma questa volta dovevamo eliminarlo in maniera così definitiva da non lasciare più alcun dubbio sul fatto che non potesse più tornare» affermò il produttore Aaron Warner.
La New Line affidò ai giovani sceneggiatori Peter Jackson e Danny Mulheron la responsabilità della prima versione della sceneggiatura, intitolata A Nightmare on Elm Street Part 6: The Dream Lover ma la storia, che iniziava con un Freddy talmente indebolito da essere bullizzato dagli stessi adolescenti di Springwood nei loro sogni, venne scartata. 
Venne così assunto Michael Almereyda per scrivere un nuovo copione basato su un'idea originale di Rachel Talalay. Il copione risultante, A Nightmare on Elm Street Part 6: The Dream Police si ricollegava direttamente al capitolo precedente con Jacob Johnson, l'adolescente figlio di Alice, alle prese coi guerrieri del sogno e una nuova lotta contro Freddy.
Anche questa storia non piacque alla New Line e, invece, venne scelto il copione scritto da Michael De Luca, già sceneggiatore non accreditato di Nightmare 5 - Il mito, che, su suggerimento della Talalay, eliminò ogni numerazione dal titolo, preferendo il più definitivo Freddy's Dead: The Final Nightmare. La regia venne affidata a Rachel Talalay, collaboratrice della saga fin dal primo episodio, che si propose di dirigere il film cercando di ovviare agli errori produttivi degli episodi precedenti e, soprattutto, di distanziarsi dal look gotico di Nightmare 5 - Il mito: «Volevo che il film avesse un'atmosfera più grintosa e urbana e uno stile visivo diverso».
La preparazione del film iniziò nell'autunno del 1990.

### Casting
Per il ruolo di Maggie venne scelta l'attrice Lisa Zane (sorella maggiore di Billy Zane), che aveva da poco girato Cattive Compagnie di Curtis Hanson. 
Per il personaggio di Tracy, Robert Englund suggerì la giovane Lezlie Deane, che aveva già diretto in 976 - Chiamata per il diavolo e in un episodio di Freddy's Nightmares. 
Ricky Dean Logan, recentemente apparso in Ritorno al futuro - Parte II e Ritorno al futuro - Parte III, nonostante gli fosse stato proposto il ruolo di John Doe, chiese di interpretare Carlos.
L'esordiente Breckin Meyer entrò nel cast nel ruolo di Spencer.
Dopo settimane di ricerche, la scelta per la parte di John Doe ricadde su Shon Greenblatt.
Oltre a Robert Englund, altri due attori vennero assunti per interpretare Freddy Krueger in età diverse: Tobe Sexton (Freddy adolescente) e Chason Schirmer (Freddy bambino).

### Riprese
Prodotto esclusivamente dalla New Line (per la prima volta senza la collaborazione della Heron Communications e della Smart Egg Pictures) con un budget di 8,5 milioni di dollari (il più alto della serie fino a quel momento), il film iniziò la lavorazione il 14 novembre 1990.
Benché la storia si ambienti in Ohio, le riprese vennero effettuate in varie location della contea di Los Angeles.
La casa di Freddy che appare nei sogni di Maggie e di John, oggi demolita, si trovava ad Artesia, dove vennero anche girate le inquadrature del serbatoio d'acqua. Nei pressi della Franklin Reservoir, sulle Santa Monica Mountains, vennero ambientate tutte le sequenze del viaggio da e verso Springwood (inclusa la scena in cui John esce dalla città e sbatte la testa su una roccia, perdendo la memoria). La cittadina di Sierra Madre si trasformò in Springwood per la sequenza della fiera, mentre altre porzioni della città vennero ambientate a Studio City. Il punto in cui il furgone dove viaggiano Tracy, Carlos e Spencer continua a tornare (dove si trova la statua del boy-scout con l'incisione The Kids Shall Endure), in realtà, è la zona della chiesa di Colonial Street all'interno degli Universal Studios, poi divenuta per molti anni l'ambientazione di Desperate Housewives. La casa dove i ragazzi decidono di dormire si trova poco distante ed è la stessa costruzione (modificata frequentemente nel corso degli anni) poi divenuta la nota residenza di Bree Van de Kamp. Gli esterni del riformatorio vennero girati all'ingresso del Lacy Street Production Studio di Los Angeles mentre per la lunga sequenza del sogno di Carlos venne utilizzata una centrale elettrica. Molte altre sequenze vennero girate in studio o in ambienti creati in esterni appositamente dalla scenografa C.J. Strawn: in particolare, il reparto scenografico si ispirò al film Il mago di Oz per la costruzione della casa di John che, durante il prologo, precipita dal cielo come quella di Dorothy.
Rachel Talalay aveva da poco prodotto il film Cry Baby di John Waters, da cui prese in prestito parte della troupe e del cast. In particolar modo, il protagonista Johnny Depp (che aveva anche interpretato il primo film della serie, Nightmare - Dal profondo della notte) fece un cameo nella sequenza della morte di Spencer e si fece accreditare come Oprah Noodlemantra, ovvero con uno dei finti nomi utilizzati dall'attore per la registrazione negli hotel. La Talalay chiese inoltre a Iggy Pop di comporre una canzone per il film e ad Alice Cooper di interpretare il padre di Freddy in un flashback.
Altri camei furono quelli di Elinor Donahue, famosa negli anni '50 per la serie TV Papà ha ragione (la donna all'orfanotrofio), del produttore Robert Shaye (il bigliettaio) e di Roseanne Barr con il marito Tom Arnold (i coniugi alla fiera di Springwood).
La serie I segreti di Twin Peaks fu, inoltre, un'ulteriore fonte di ispirazione per Rachel Talalay. «Entrambi amavano la serie e [adesso] avevamo la possibilità di creare dei personaggi alla David Lynch. Molte delle idee più bizzarre ci vennero dopo aver guardato Carnival of Souls» e I segreti di Twin Peaks».
Il trucco di Freddy fu opera dello studio di David Brian Miller (creatore del make-up originale) ma l'applicazione sul set fu delegata a Louis Lazzara e Dayne Johnson, dal momento che Miller era impegnato in altri progetti.
Gli effetti di make-up (che comprendevano l'esplosione di una testa e un apparecchio acustico vivo e letale) vennero affidati alla Magical Media Industries di John Carl Buechler, il quale però non si dichiarò molto soddisfatto del lavoro. «Abbiamo realizzato un sacco di effetti ma niente che risaltasse o che fosse particolarmente soddisfacente […] Sono stati spesi pochi soldi per gli effetti di trucco. Nightmare 6 si basa soprattutto sugli effetti visivi».
Per le riprese tridimensionali della sequenza finale, venne utilizzata una StereoCam sviluppata dalla HinesLab. A causa delle grandi dimensioni della cinepresa, i movimenti di macchina risultarono molto limitati, con grande disappunto della Talalay. «Abbiamo provato a convincere la New Line ad abbandonare l'idea del 3D ma era una questione di marketing e per loro era un ottimo strumento per facilitare le vendite estere, quindi non potevamo liberarcene».
Dopo la pausa natalizia, il film concluse la lavorazione nel gennaio del 1991.

### Post-Produzione
Il montaggio del film venne affidato a Janice Hampton, con cui la Talalay aveva collaborato in Cry Baby. Per i titoli di coda, venne creato un montage con tutte le scene più popolari dei sei film della serie, culminanti con un fermo-immagine di Freddy e la scritta R.I.P. (cioè Rest in Peace = Riposa In Pace).
Per la versione destinata alle sale cinematografiche, venne eliminata una sequenza iniziale con il personaggio di Lisa Zane che, la mattina del suo compleanno, riceve la visita della madre. La sequenza venne poi recuperata in alcuni passaggi televisivi assieme ad altre piccole scene, tra cui un dialogo tra Doc e Tracy. Una scena che invece venne girata ma non venne inclusa in nessuna edizione del film, fu il post-finale, in cui un bambino chiuso in un armadio, terrorizzato dalla madre violenta, riceve una visita da parte dei Demoni dei Sogni. Michael De Luca spiegò il motivo della decisione di tagliare quel doppio finale: «Quel twist venne eliminato all'ultimo minuto in un tentativo di convincere gli scettici tra critici e pubblico che questa era veramente la fine».
Come nei precedenti capitoli della saga, i numerosi effetti visivi vennero affidati a diverse compagnie. La Dream Quest Images (già responsabile degli effetti del terzo e quarto capitolo) realizzò la maggior parte degli effetti ottici mentre The Chandler Group supervisionò gli effetti tridimensionali della sequenza finale. La Pacific Data Images (PDI) si occupò dell'animazione in CGI dei Demoni dei Sogni e la True Vision realizzò la trasformazione della casa. Altri modellini in scala vennero creati dalla Stetson Visual Services
. In totale, furono più di un centinaio i tecnici che lavorarono alla realizzazione di tutti gli effetti visivi richiesti dal film.
Come il terzo e quarto capitolo, anche Nightmare 6 si apre con una citazione. Dopo Edgar Allan Poe (Nightmare 3 - I guerrieri del sogno) e Giobbe (Nightmare 4 - Il non risveglio), questa volta venne scelta una frase del filosofo Friedrich Nietzsche: «Conosci la paura di chi si addormenta? È terrorizzato fino alla cima dei capelli, perché la terra gli frana sotto i piedi e il sogno comincia…». La frase viene subito seguita da una seconda citazione, questa volta dello stesso Freddy da una scena del terzo film: «Benvenuta al grande spettacolo, puttana!».

## Colonna sonora
La musica strumentale del film fu composta dall'australiano Brian May. Il brano principale del film fu scritto come chiaro riferimento a Una notte sul Monte Calvo, il poema sinfonico di Modest Petrovič Musorgskij, e venne riproposto varie volte nel corso del film. May si occupò della produzione orchestrale del film mentre Ashley Irwin (che realizzò anche il commento musicale del videogame dell'incubo di Spencer), supervisionò quella elettronica. In totale vennero realizzati quasi 60 minuti di musica originale.
In una scena del film venne inserito il tema originale di Charles Bernstein.
La supervisione musicale, invece, fu affidata a Jill Meyers e Bonnie Greenberg, che selezionarono per il film una decina di brani, prevalentemente rock alternativo e grunge di band allora relativamente sconosciute come i Goo Goo Dolls (tre brani, compreso quello di apertura, I'm Awake Now) ma anche pezzi di artisti di fama come gli Iron Butterfly (In-A-Gadda-Da-Vida) e Iggy Pop, che scrisse appositamente il pezzo Why Was I Born (Freddy's Dead) che chiude il film.
La protagonista del film Lisa Zane (anche cantante), scrisse e registrò un brano «alla James Bond» intitolato The Worst Is Over, con la speranza che venisse inserito alla fine del film. Al suo posto, venne invece inserita la canzone di Iggy Pop e il pezzo della Zane non venne mai utilizzato.

### Album
L'album della colonna sonora orchestrale, Freddy's Dead: The Final Nightmare - The Original Instrumental Score, fu distribuito dalla Varèse Sarabande il 3 settembre 1991. Alcuni brani presenti nel film non vennero inclusi nell'album, tra cui The Orphanage e la suite elettronica di Ashley Irwin Video Game Suite. I pezzi non inclusi vennero successivamente incisi dalla Varese Sarabande nel 2015 in un cofanetto speciale a edizione limitata dedicato alle colonne sonore degli otto film della saga.
L'album con la compilation delle canzoni del film venne invece distribuito in CD e vinile dalla Metal Blade Records (etichetta della maggior parte degli artisti della compilation) il 24 settembre 1991. Il disco non include In-A-Gadda-Da-Vida degli Iron Butterfly.

#### Tracce Album 1
L'album della colonna sonora orchestrale, Freddy's Dead: The Final Nightmare - The Original Instrumental Score, contiene 28 tracce:
1. Opening Titles - 1:32
2. Main Title - 2:19
3. Doc's Dream Theory - 1:53
4. John's Eyeball - 1:17
5. Maggie's First Dream - 0:52
6. Wizard of Odd - 0:40
7. The Dream Continues - 0:43
8. John's Dream - 1:29
9. Crossing the Line - 0:36
10. No Kids at the Fair - 2:06
11. Map Hell - 1:04
12. Freddy 101 - 2:01
13. There's No Way Out - 1:42
14. Checking Out the House - 1:12
15. Mama's Q-Tip - 0:38
16. Freddy Wins - 0:53
17. I Hate This House - 2:37
18. Back to Doc - 1:39
19. Defend Myself - 1:44
20. Maggie Faces Freddy - 3:34
21. Tracy's Dad - 1:31
22. Tracy and Freddy's Fight - 1:17
23. It's Me or Him - 2:43
24. Freddy's Dad - 1:04
25. Freddy is Made Forever - 0:32
26. Freddy Into Reality - 2:08
27. It's Me or Him II - 1:41
28. Happy Father's Day - 4:18

#### Tracce Album 2
L'album della compilation di canzoni, Freddy's Dead: The Final Nightmare - Music From the Motion Picture, contiene 10 tracce:
1. I'm Awake Now - Goo Goo Dolls - 3:31
2. Everything Remains the Same - Junk Monkeys - 2:43
3. You Know What I Mean by Goo Goo Dolls - 3:22
4. Remember the Night - Johnny Law - 4:12
5. Treat ‘Em Right - Chubb Rock - 4:44
6. Why Was I Born? (Freddy’s Dead) - Iggy Pop - 4:49
7. Hold Me Down - Johnny Law - 5:09
8. Two Days in February - Goo Goo Dolls - 3:17
9. Give Me a Beat - Young Lords - 4:32
10. Nothing Left to Say - Fates Warning - 7:57

## Promozione
La promozione da parte della New Line Cinema fu massiccia. Prima dell'uscita in sala, programmata per il 13 settembre 1991 (un venerdì 13), la produzione organizzò un finto funerale presso l'Hollywood Forever Cemetery, aperto alla stampa, in cui attori di tutti gli episodi (tra cui Lezlie Deane, Shon Greenblatt e Robert Rusler) si mostravano addolorati per la dipartita di Freddy davanti alla sua bara.
Nelle settimane precedenti al lancio commerciale, vennero distribuiti il trailer, gli spot pubblicitari e i manifesti del film con la frase di lancio: «They Saved the Best for Last» (trad. Hanno lasciato il meglio alla fine).
Per la prima volta, il cartellone ufficiale del film non venne realizzato dall'artista Matthew Peak (disegnatore dei precedenti cinque manifesti). Peak disegnò comunque la copertina dell'album della colonna sonora strumentale.
Il 12 settembre, giorno della prima di gala del film al Chinese Theatre di Hollywood, Tom Bradley, sindaco della città di Los Angeles, proclamò il Freddy Krueger's Day, esprimendo il proprio riconoscimento alla New Line Cinema e a Robert Englund. Per far fronte alle numerose proteste da parte delle associazioni contro la violenza, Bradley sostenne, in un comunicato stampa, che i sei film della saga avevano rappresentato un aiuto considerevole all'economia della città.
Alla prima del film parteciparono quasi tutti gli attori del film (con l'esclusione di Shon Greenblatt e Ricky Dean Logan) a cui si aggiunse come ospite a sorpresa l'attrice Heather Langenkamp, protagonista del primo e terzo episodio della saga.

## Distribuzione

### Data di uscita
La data di lancio fu fissata per il 13 settembre 1991, un periodo delicato per le uscite cinematografiche a causa della fine delle vacanze scolastiche, l'inizio della stagione sportiva e le vacanze ebraiche. Il fatto che fosse annunciato come episodio finale e che fossero passati oltre 2 anni dall'ultima uscita di Freddy, giocò un ruolo determinante.
Il film fu distribuito nelle sale del resto del mondo nelle seguenti date:
- Germania (A Nightmare on Elm Street 6: Freddy's Dead - The Final Nightmare), il 5 settembre 1991
- Australia (A Nightmare on Elm Street 6: Freddy's Dead - The Final Nightmare), il 5 dicembre 1991
- Norvegia il 26 dicembre 1991
- Francia (La fin de Freddy - L'ultime cauchemar), l'8 gennaio 1992
- Svezia (Freddy's Dead: The Final Nightmare), il 10 gennaio 1992
- Regno Unito (A Nightmare on Elm Street 6: Freddy's Dead - The Final Nightmare), il 17 gennaio 1992
- Italia (Nightmare 6 - La fine), il 17 gennaio 1992
- Giappone (A Nightmare on Elm Street: The Final Nightmare), il 18 gennaio 1992
- Spagna (Pesadilla final: La muerte de Freddy), il 31 gennaio 1992
- Turchia (Freddy's Dead: The Final Nightmare), il 7 febbraio 1992
- Irlanda (A Nightmare on Elm Street 6: Freddy's Dead - The Final Nightmare), il 21 febbraio 1992
- Portogallo (O Último Pesadelo em Elm Street), il 21 febbraio 1992
- Belgio il 26 marzo 1992
- Paesi Bassi il 27 marzo 1992
- Argentina (Pesadilla 6: La muerte de Freddy), il 2 aprile 1992
- Finlandia (Sista mardrömmen på Elm Street - Freddys död), il 24 aprile 1992
- Brasile (A Hora do Pesadelo 6: Pesadelo Final - A Morte de Freddy), il 24 luglio 1992
- Ungheria (Freddy halála - Az utolsó rémálom), il 31 luglio 1992

## Accoglienza

### Incassi

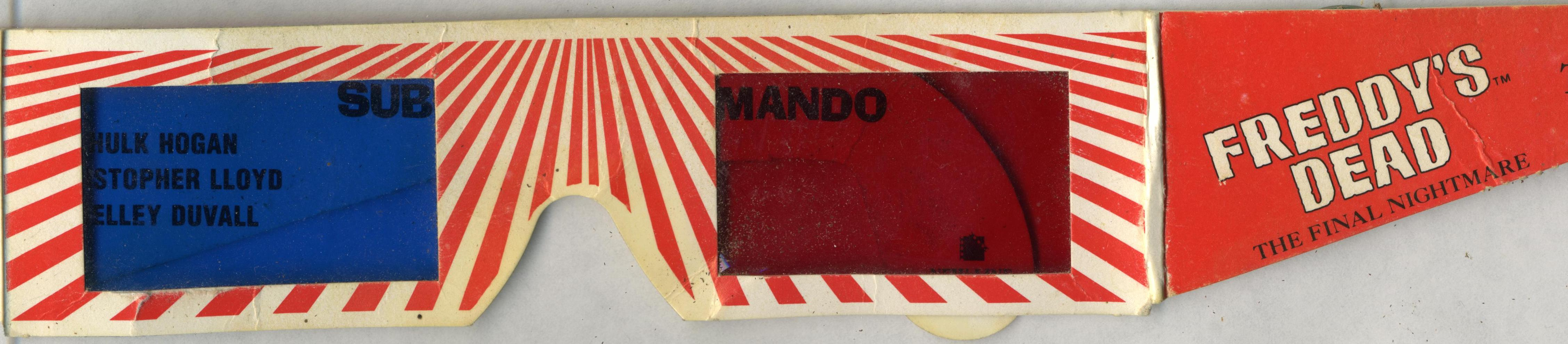
Gli occhiali distribuiti nelle sale per la visione della scena finale del film

Il film incassò 13.000.000$ nel weekend di apertura, posizionandosi direttamente al 1° posto nella classifica in una settimana senza alcun'altra nuova uscita. La settimana successiva, nonostante diversi nuovi titoli, il film riuscì a mantenere il primo posto, incassando altri 6.600.000$ per un totale di oltre 22.000.000$. Uscì dalla top-ten alla quinta settimana di programmazione e venne ritirato dalle sale a dicembre con un incasso complessivo di 34.872.033$. Il film si rivelò uno degli episodi della saga di maggior successo, posizionandosi al terzo posto dopo il IV° e il III° capitolo.
In Italia, secondo i dati Cinetel, il film incassò 4.068.990.000 di lire con 447.879 spettatori, posizionandosi al 33º posto nella classifica annuale. Fu il film horror di maggior successo della stagione 91-92, seguito da A volte ritornano, solo 96º in classifica.

### Critica
Il film fu accolto piuttosto tiepidamente dalla critica, benché la maggior parte delle recensioni fosse più positiva che negativa. Richard Harrington sul Washington Post apprezzò il film: «Freddy se ne va con classe [grazie a] un eccezionale finale in 3-D, una manciata di battute rivolte alle sue ultime vittime, alcune sequenze oniriche meravigliosamente bizzarre e la possibilità che, nonostante Freddy sia morto, il suo lascito continui». Anche Jane Maslin del New York Times fu molto favorevole, sottolineando la qualità dell'intera saga: «[Il film] mostra una certa classe che difficilmente si trova nel genere horror. Non c'è da meravigliarsi: i film di Nightmare sono sempre stati un gradino superiore alla concorrenza. […] Robert Englund conserva un fascino peculiare anche quando recita senza trucco». La Maslin approvò anche la sequenza tridimensionale, definendola «efficace», ma furono in molti a non apprezzare l'effetto 3D del finale. Variety lo bollò come «mal fatto ed anacronistico» ma valutò la scena della morte di Carlos come «la più creativa». Notò inoltre come il film mettesse in scena «sufficiente violenza e humour da conquistare il pubblico di appassionati». Più negativo fu Chris Willman del Los Angeles Times: definì il 3-D «piuttosto primitivo» e aggiunse: «Il sesto episodio della serie dà la sensazione di essere stato prodotto da persone a cui non interessava molto tenere in vita la saga. Si nota praticamente da subito quanto il film sia povero -- di idee, di effetti, addirittura di giovani personaggi in attesa di addormentarsi e morire».
Anche in Italia la critica fu piuttosto tiepida: «Gli effetti speciali sono come sempre efficaci, non mancano sequenze ben costruite e di sicuro impatto visivo, ma il film è confusionario, la sceneggiatura è fragile» scrisse Alberto Castellano sul Mattino; per Gian Luigi Rondi de Il Tempo «tutto è grossolano come nei cinque film precedenti. Anche i meccanismi della paura, che vorrebbero tener banco, sono piuttosto facili e rasentano solo a tratti i veri effetti dell'orrore» mentre per Alessandra Levatesi de La Stampa il film si svolgeva «come al solito in maniera abbastanza divertente, miscelando grandguignol e umorismo nero». Massimo Lastrucci su Ciak notò come il film non funzionasse «dal punto di vista dell'horror» ma acquistasse «una certa eleganza d'insieme», rimanendo comunque «sufficientemente spettacolare grazie a continue invenzioni e trucchi visivi».

### Divieti
La MPAA classificò il film come R - Restricted (vietato ai minori di 17 anni non accompagnati da un adulto) e 1862 sale statunitensi prenotarono il film per il lancio commerciale.

## Riconoscimenti
Dopo il lancio commerciale negli USA, il film venne selezionato per il concorso del 24° Festival internazionale del cinema fantastico di Sitges agli inizi di ottobre. Venne battuto da Europa di Lars von Trier per il premio al miglior film dell'anno.
Il 16 maggio 1992, durante la cerimonia dei Fangoria Chainsaw Awards presso il Los Angeles Airport Hilton il film vinse il premio Peggior Film dell'Anno, nonostante avesse anche una candidatura come Miglior Film ad Alto Budget. L'attrice Lezlie Deane ottenne una nomination come Miglior Attrice Non Protagonista ma venne battuta da Christina Ricci per La famiglia Addams.
Il film venne anche nominato ai Razzie Awards per la peggior canzone originale (Why Was I Born (Freddy's Dead) di Iggy Pop e Whitey Kirst) ma venne nuovamente battuto da La famiglia Addams.

## Edizione italiana

### Distribuzione
In Italia il film fu distribuito, come il precedente capitolo, dalla Penta Film, ricevendo il nulla osta di censura il 28 dicembre 1991 e ottenendo la classificazione T - Film per tutti.
Con un battage pubblicitario che recitava a chiare lettere: «Con lo sconvolgente nuovo MEGADIMENSIONALE 3D», il film debuttò nelle sale italiane il 17 gennaio 1992, unico horror in uscita quel giorno.

### Doppiaggio
Il doppiaggio italiano fu curata da Michele Gammino per la CDC Sefit Group. 
Sergio Di Stefano tornò a doppiare Freddy Krueger, che nel capitolo precedente aveva avuto la voce di Franco Zucca.
I titoli di testa italiani riportano erroneamente il nome della protagonista, accreditata come Liza Zane, invece di Lisa Zane.
Anche la citazione di Freddy Krueger all'inizio del film, tratta da Nightmare 3 - I guerrieri del sogno non è fedele al doppiaggio originale, che recitava un «Non volevi entrare in televisione?» invece di «Benvenuta al grande spettacolo, puttana!».